# Dicranota (Ludicia) aberrans
Dicranota (Ludicia) aberrans is een tweevleugelige uit de familie Pediciidae. De soort komt voor in het Palearctisch gebied.